# Галогениды (минералы)

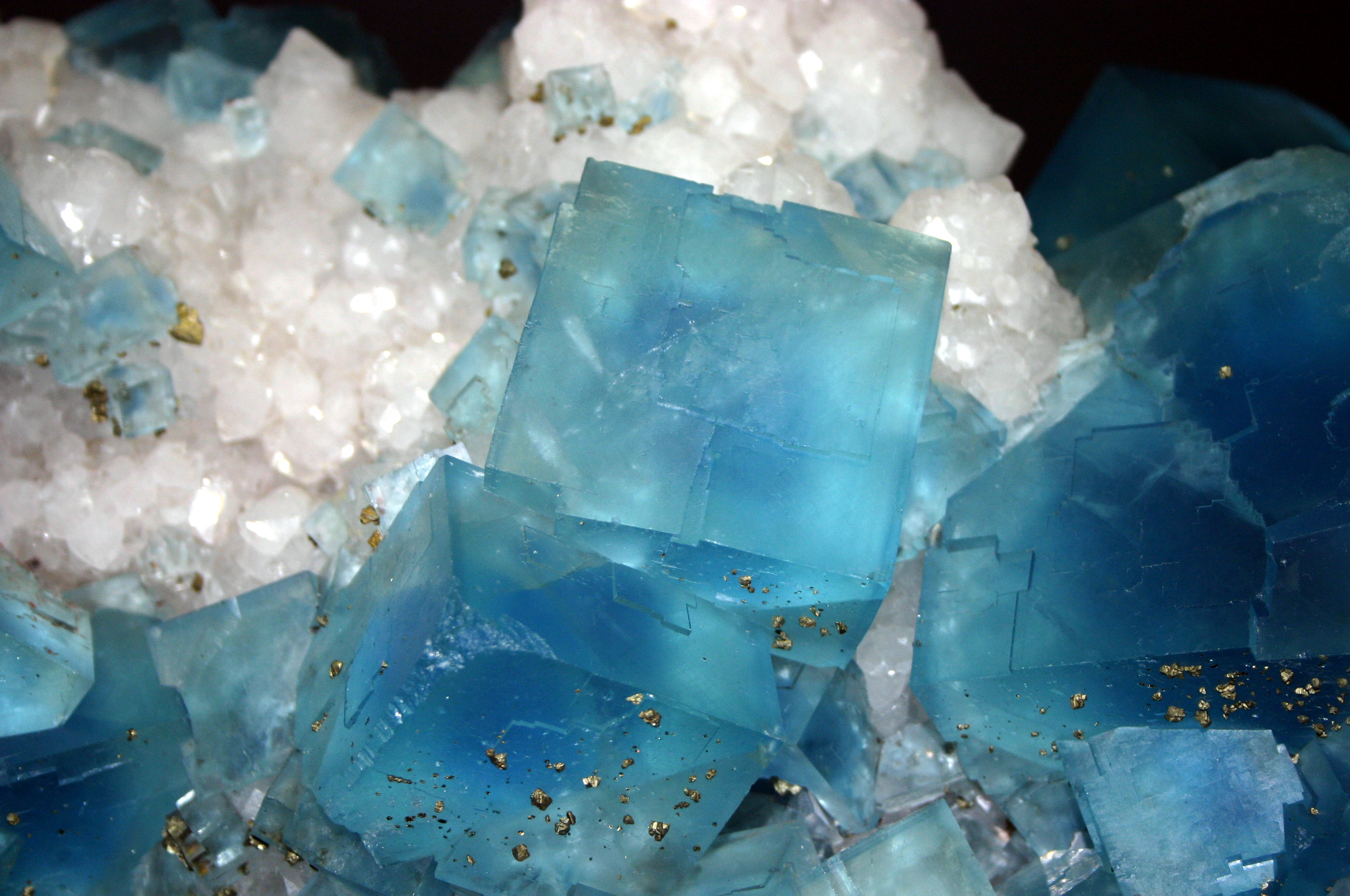
Представитель минералов класса галогенидов — флюорит

Галогениды — группа минералов, представляющих собой соединения галогенов с другими химическими элементами или радикалами.
К галогенидным минералам относятся фтористые, хлористые и очень редкие бромистые и иодистые соединения. Фтористые соединения (фториды), генетически связаны с магматической деятельностью, они являются возгонами вулканов или продуктами гидротермальных процессов, иногда имеют осадочное происхождение.
Галогенидные минералы являются oсадками морей и озёр и главными минералами соляных толщ и месторождений. Некоторые галогенные соединения образуются в зоне окисления сульфидных (медных, свинцовых и других) месторождений.
Типичные минералы класса фторидов — виллиомит NaF, флюорит CaF2, криолит Na3AlF6; класса хлоридов — галит NaCl, сильвин КCl, карналлит KMgCl3·6(H2O). Сырьё в пищевой, химической, металлургической промышленности.